# Karl Friedrich Ludwig von Watzdorf
Karl Friedrich Ludwig von Watzdorf (ur. 1 września 1759 w Miśni, zm. 16 maja 1840 w Dreźnie) był saskim dyplomatą, politykiem i wojskowym.
W latach 1793–1796 walczył w wojnie przeciw rewolucyjnej Francji. Gdy w 1806 Saksonia poparła Napoleona, brał udział w bitwach po jego stronie. 
W latach 1812–1813 poseł w Wiedniu, gdzie podpisał traktat sojuszniczy z Austrią w imieniu Saksonii, która postanowiła zdradzić cesarza Francuzów. W latach 1813–1815 pośredniczył między Dreznem a Berlinem, gdzie był uwięziony król saski Fryderyk August I. Bezskutecznie zabiegał o jego uwolnienie, po czym tę samą prośbę wysłał do władców Prus, Rosji i Austrii, również bez skutku. Objechał Londyn, Frankfurt i Paryż przekonując, że Saksonia nie była wrogiem państw zwycięskich, a sojusz z Napoleonem zawarła z konieczności. Oddał wielkie zasługi dla oczyszczenia Saksonii z "winy". 
Powierzono mu wychowanie następców tronu. 
W latach 1827–1834 poseł w Berlinie, gdzie w 1834 podpisał umowę celną z Prusami, na bazie której budowany był potem Niemiecki Związek Celny. W 1835 mianowany ministrem Domu Królewskiego.